# Confluència dels sins
La confluència dels sins o premsa d'Heròfil, llatí: confluens sinuum, és el punt de connexió del si sagital superior, el si recte i el si occipital. Es troba per sota de la protuberància occipital interna del crani. Drena la sang venosa del cervell als sins transversals. Pot estar afectat per fístules arteriovenoses, un trombe, un traumatisme major o un dany quirúrgic, i es pot visualitzar amb moltes tècniques radiològiques.

## Estructura
La confluència dels sins es troba al fons de la protuberància occipital interna de l'os occipital del crani,la qual cosa la situa a la part inferior dels lòbuls occipitals del cervell i a la part posterosuperior del cerebel. [Connecta els extrems del si sagital superior, el si recte i el si occipital. La sang que surt d'ell pot drenar cap als sins transversals esquerre i dret.Està revestit d'endoteli, amb una mica de múscul llis.

### Variació
La confluència de sins mostra una variació significativa.El més comú és que hi hagi una connexió contínua entre tots els sins.Una variant molt comuna és que el si sagital superior només dreni al si transversal dret; més rarament, també pot drenar només al si transversal esquerre.Una altra variant consisteix en una connexió contínua, però en què la major part de la sang del si sagital superior drena al si transversal dret, i la major part de la sang del si occipital drena al si transversal esquerre.

### Desenvolupament
La confluència dels sins es desenvolupa a partir del plexe anterior i el plexe mitjà.Aquests es fusionen de manera que el plexe anterior es converteix en un romanent.

## Funció
La confluència dels sins és important en el drenatge de la sang venosa del cervell.Drena la major part de la sang del cervell.

## Importància clínica
La confluència dels sins es pot veure afectada per fístules arteriovenoses.Això es tracta amb cirurgia per embolitzar la fístula.També pot estar afectada per un trombe.Això es pot tractar amb anticoagulantsPot estar lesionat per una varietat de traumes majors.També es pot danyar durant una cirurgia, com per exemple per eliminar un meningioma.
La confluència dels sins es pot visualitzar amb radiologia.Es poden utilitzar l'angiografia, la tomografia computada, la imatge per ressonància magnètica, l'ecografia o la radiologia intervencionista.

## Història
La confluència dels sins també es pot conèixer com a confluens sinuum (del llatí), o bé torcular Herophili, que en català es tradueix com a "premsa d'Heròfil". El darrer terme és més antic, i descriu les venes com un canal o canalització. Rep el nom d'Heròfil, l'anatomista grec que va utilitzar per primer cop cadàvers per a l'estudi sistemàtic de l'anatomia. Aquest terme es refereix més precisament a la concavitat de l'os, que és la ubicació de la confluència dels sins.